# Propallene curtipalpus
Propallene curtipalpus är en havsspindelart som beskrevs av Child, C.A. 1988. Propallene curtipalpus ingår i släktet Propallene och familjen Callipallenidae. Inga underarter finns listade i Catalogue of Life.